# Portugiesische Judomannschaftsmeisterschaften 2011
Die Portugiesischen Judomannschaftsmeisterschaften 2011 fanden im April 2011 statt.

## Ergebnisse
| Gewichtsklasse | Gold                  | Silber                | Bronze                                    |
| -------------- | --------------------- | --------------------- | ----------------------------------------- |
| Männer         | Sporting Lissabon     | Universidade Lusófona | Académica de Coimbra Oficinas de São José |
| Frauen         | Universidade Lusófona | Académica de Coimbra  | Sport Algés e Dafundo                     |